# Nadine Labaki
Pour les articles homonymes, voir Labaki.
Nadine Labaki (en arabe : نادين لبكي) est une réalisatrice, scénariste et actrice libanaise, naturalisée canadienne, née le 18 février 1974 à Beyrouth.

## Carrière
Nadine Labaki passe son baccalauréat à Beyrouth au Liban. Diplômée en études audiovisuelles à l’université Saint-Joseph de Beyrouth (IESAV), elle réalise son film d’école, 11 rue Pasteur, en 1997, qui obtient Le Prix du meilleur court métrage à la Biennale du cinéma arabe à l’Institut du monde arabe (Paris) en 1998.
Nadine Labaki a aussi participé au concours télévisé Studio el Fan au début des années 1990 dans la catégorie réalisation.
Elle tourne ensuite des publicités et de nombreux clips musicaux pour de célèbres chanteuses du Moyen-Orient comme Nancy Ajram ou Carole Samaha, pour lesquels elle obtient des prix en 2002 et 2003.
En 2005, elle joue dans le film Bosta l'autobus.
En août 2007, elle sort son premier film en tant que réalisatrice, Caramel, présenté à la sélection de la Quinzaine des réalisateurs du Festival de Cannes la même année. Il est projeté dans plus de 65 pays à travers le monde et est devenu le plus grand succès international du cinéma libanais.
Nadine Labaki est faite chevalier des Arts et des Lettres par la France en juillet 2008.
Son film Et maintenant, on va où ? sorti en 2011, a été choisi pour représenter le Liban aux Oscars 2012. Il remporte le prix du public au Festival international du film de Toronto en 2011.
En 2016, elle est candidate sur la liste Beyrouth Madinati pour l'élection municipale à Beyrouth.
Lors du Festival de Cannes 2018, son film Capharnaüm obtient le prix du jury.

## Vie privée
Née au Liban dans une famille arabe chrétienne, elle s’installe en  1989 à Montréal. Elle est maintenant citoyenne canadienne.
Labaki est polyglotte, elle parle couramment l'arabe, le français, l'anglais et l'italien. En 2007, elle a épousé le musicien et compositeur Khaled Mouzanar. En 2009, Nadine a donné naissance à son premier garçon, Walid. Sept ans plus tard (2016), elle a donné naissance à une fille, Mayroun.

## Festivals
En 2008, lors du 1re Festival du film francophone d'Angoulême elle est membre du jury, présidé par Jean-Michel Ribes. 
Lors de la Mostra de Venise 2012 elle est membre du jury du Prix Horizons.
Lors du Festival de Cannes 2015 elle est membre du jury Un certain regard sous la présidence d'Isabella Rossellini.
Lors du Festival de Cannes 2019, elle est Présidente du jury Un Certain Regard.
En 2021 elle est membre du jury du Festival international du film de Pékin, présidé par Gong Li.
En 2022 elle est membre du jury des longs-métrages lors du 19e Festival international du film de Marrakech, présidé par Paolo Sorrentino. Elle retrouve Tahar Rahim qui était déjà juré à ces côté à Cannes en 2015.
En 2023 elle est jury de la section Platform du Festival international du film de Toronto 2023.
Lors du Festival de Cannes 2024, elle est membre du jury des longs métrages, sous la présidence de Greta Gerwig.

## Filmographie

### Comme réalisatrice

#### Cinéma
- 1997 : 11, rue Pasteur (court-métrage de fin d'études)
- 2007 : Caramel (Sukar Banat)
- 2011 : Et maintenant, on va où ?
- 2014 : Rio, I Love You (Rio, Eu Te Amo), film à sketches brésilien (segment O Milagre)
- 2018 : Capharnaüm

#### Clips musicaux
- 2001 :
  - Tayr el Gharam - Pascale Machaalani
  - Salemly Albak - Noura Rahal

- 2002 :
  - Shoflak Hall - Noura Rahal
  - Ma Fina - Katia Harb

- 2003 :
  - Akhasmak Ah - Nancy Ajram
  - Ya Salam - Nancy Ajram
  - Habib Albi - Carole Samaha
  - Sehr Ouyounou - Nancy Ajram

- 2004 :
  - Al-Urdun - Guy Manoukian
  - Tala' Fiyi - Carole Samaha
  - Ah W Noss - Nancy Ajram
  - Jayi el Hakika - Star Academy du Liban

- 2005 :
  - Bahebak Mot - Yuri Mrakadi
  - B'einak - Nawal Al Zoghby
  - Ya Shaghelny Beek - Nicole Saba
  - Lawn Ouyounak - Nancy Ajram
  - Enta Eih - Nancy Ajram

- 2006 :
  - I'tazalt El Gharam - Magida El Roumi
  - Yatabtab...Wa Dalla' - Nancy Ajram

- 2010 : Fe Hagat -  Nancy Ajram

### Comme actrice
- 2003 : Non métrage Libanais
- 2003 : **Ramad (Cendres)
- 2005 : Seventh Dog
- 2005 : Bosta l'autobus de Philippe Aractingi : Alia
- 2007 : Caramel (Sukar Banat) d'elle-même : Layale
- 2010 : Il padre e lo straniero de Ricky Tognazzi : Zaira
- 2010 : Et maintenant, on va où ? d'elle-même : Amal, patronne du café
- 2010 : Balle perdue de Georges Hachem
- 2013 : Rock the Casbah : Miriam, la fille obsédée par sa beauté
- 2014 : Mea Culpa : Alice
- 2014 : La Rançon de la gloire : Noor, la femme d'Osman
- 2014 : Rio, I Love You (Rio, Eu Te Amo), film à sketches brésilien, segment O Milagre réalisé par elle-même
- 2021 : Costa Brava, Lebanon de Monia Akl : Souraya
- 2022 : On se connaît… ou pas de Wissam Smayra : May
- 2023 : Retour en Alexandrie de Tamer Ruggli : Sue

### Voix françaises
En France, les films de Nadine Labaki sont régulièrement doublées. Barbara Beretta l'a doublée dans Caramel. Dans les deux films Et maintenant, on va où ? et Capharnaüm il se pourrait qu'elle se double elle-même parce qu'elle parle couramment le français, mais le manque de sources ne nous permet pas de le confirmer. Enfin dans le film Netflix On se connaît… ou pas, remake arabe du film italien Perfetti sconosciuti, elle est doublée par Anne Rondeleux.

## Distinctions
- 1998 : Prix du meilleur court métrage à la Biennale du cinéma arabe de l'IMA (Paris)
- 2008 : Chevalier des Arts et des Lettres
- 2011 :
  - Prix du public à Toronto pour Et maintenant, on va où ?
  - Bayard d’Or du Meilleur film au FIFF pour Et maintenant, on va où ?
  - Prix du Jury junior au FIFF pour Et maintenant, on va où ?
  - Valois de la meilleure actrice au Festival du film francophone d'Angoulême pour Balle Perdue
- 2018 : Prix du jury du Festival de Cannes pour Capharnaüm